# 9-cm-Minenwerfer M.17
Der 9-cm-Minenwerfer M.17 war ein mittlerer Minenwerfer Österreich-Ungarns, welcher im Ersten Weltkrieg zum Einsatz kam.

## Geschichte
Anfang 1917 startet das Technische Militär Komitee (kurz TMK) der österreich-ungarischen Armee eine Ausschreibung für einen neuen und eigenen Minenwerfer. Dieser sollte die veralteten und taktisch schlechten 9-cm-Minenwerfer M.14 und 9-cm-Minenwerfer M.14/16, sowie den deutschen 9,15-cm-leichten Minenwerfer System Lanz ersetzten.
Am 3. Oktober 1917 präsentierte die ungarische Kanonenfabrik aus Diósgyőr ihren Entwurf und einen ersten Prototypen. Am 11. Oktober wurde beides angenommen und der neue Minenwerfer sollte als 9-cm-Minenwerfer M.17 geführt werden. Das Komitee war vor allem vom Kippmechanismus überzeugt, welche das Rohr nach dem Nachladen wieder in die Schussposition brachte.

## Produktion
Die Produktion des Minenwerfer lief sehr langsam an, wodurch im Januar 1918 nur zehn Stück hergestellt und ausgeliefert werden konnten. Geplant waren ursprünglich 300 bis 500 Minenwerfer pro Monat. Erst im März 1918 konnte eine erste größere Lieferung an die Truppe geschickt werden. Bis Oktober 1918 sollten 2730 Minenwerfer hergestellt werden. Durch die einsetzende Rohstoffkrise und die überlasteten Produktionslinien, konnten diese Pläne nicht umgesetzt werden. Zur Unterstützung wurde Škoda gebeten, die Produktion aufzunehmen.

## Technische Beschreibung
Der 9-cm-Minenwerfer M.17 war ein Hinterlader mit einer schrotflintenähnlichen Kippmechanismus zum Öffnen des Verschlusses. Dieser war so ausgelegt, das der Lauf nach dem Nachladen in die vorherige Stellung zurück glitt, wodurch die Feuerrate erhöht werden konnte. Die Verschossenen Granaten hatten ein Gewicht von 6,2 kg. Die effektive Reichweite des Minenwerfers betrug 300 m. Unter optimalen Bedingungen war es möglich, Granaten bis zu 1,9 km weit feuern zu können.
Die Lafette war auf einer kleinen, rechteckigen Bodenplatte aus Metall montiert. Zum Tragen verfügte diese über vier Griffe, welche auch zum seitlichen Richten genutzt wurden. Das Richten in der Höhe konnte zwischen +45° und +70° erfolgen. Das gesamte Gewicht des Minenwerfer betrug 114 kg.

## Einsatz
Neben Österreich-Ungarn setzte auch die Tschechoslowakei diesen Minenwerfer ein. Dort lief er unter dem Namen 9 cm Lehky minomet vz. 17.
Nachdem die Wehrmacht im Zweiten Weltkrieg während des Balkanfeldzuges Jugoslawien eroberte, erbeuteten sie einige der alten Minenwerfer. Gemäß den Kennblättern fremden Geräts führte die Wehrmacht diesen Minenwerfer als 9-cm-Grantwerfer 309 (j). Über eine aktive Nutzung der Minenwerfer in der Wehrmacht gibt es jedoch keine Aufzeichnungen.

## Verbleib

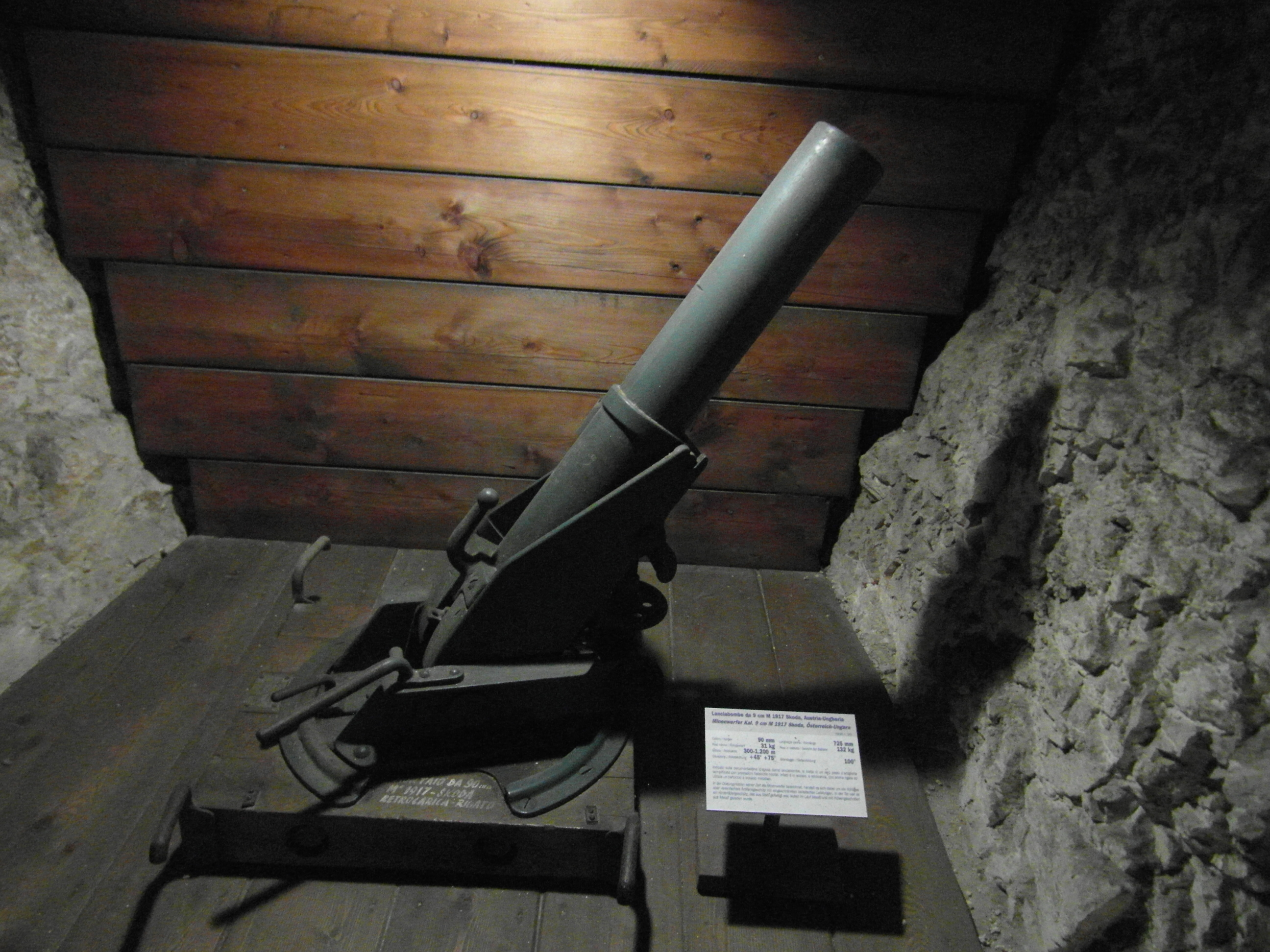
9-cm-Minenwerfer M.17 im
Museo Nazionale Storico degli Alpini

Vom 9-cm-Minenwerfer M.17 sind mindestens drei Modelle in Museen erhalten geblieben. Der Erste befindet sich im Militärmuseum in Kecel. Ein zweiter kann im Museo Nazionale Storico degli Alpini betrachtet werden. Der dritte befindet sich im Kriegsmuseum Rovereto.